# Aloe prostrata
Aloe prostrata é uma espécie de liliopsida do gênero Aloe, pertencente à família Asphodelaceae.